# Tănătari
Tănătari è un comune della Moldavia situato nel distretto di Căușeni di 2.868 abitanti al censimento del 2004.